# 1857 في إسبانيا
فيما يلي قوائم الأحداث التي وقعت خلال عام 1857 في إسبانيا.

## سياسة

### انتهاء فترة المنصب
- 12 أكتوبر – ليوبولدو أودونيل رئيس وزراء إسبانيا.

## مواليد

### مايو
- 7 مايو – خوسيه ألونسو تريلز شاعر أوروغواياني.

### نوفمبر
- 28 نوفمبر – ألفونسو الثاني عشر ملك إسبانيا

## وفيات

### مايو
- 29 مايو – أوجستينا من أراغون (مواليد 1786) عسكرية إسبانية.